# Corpusty and Saxthorpe
Corpusty and Saxthorpe – civil parish w Anglii, w Norfolk, w dystrykcie North Norfolk. W 2011 civil parish liczyła 697 mieszkańców.